# Langues yupik
Pour les articles homonymes, voir Yupik.
Les langues yupik (aussi écrit youpik) forment une famille de cinq langues parlées par les Yupiks, séparées selon leur localisation. Ces langues diffèrent suffisamment entre elles pour qu'il n'y ait pas intercompréhension entre leurs locuteurs, même s'ils peuvent comprendre l'idée générale d'une conversation.
Les langues yupik font partie de la famille des langues eskimo-aléoutes. La langue aléoute et les langues inuit ont divergé vers -2000 et les langues yupik ont divergé des langues inuit vers 1000.

## Distribution géographique
Les cinq langues yupik sont :
1. Le sirenik, sirenikski, vieux sirenik ou vuteen était parlé dans le village de Sireniki (Сиреники) sur la péninsule tchouktche à l'est de la Sibérie. La langue est aujourd'hui éteinte : la dernière locutrice, Valentina Wye, est morte en 1997.
2. Le naukan ou naukanski est parlé par quelque 50 personnes[1] autour des villages de Lavrentia, Lorino et Ouelen sur la péninsule tchouktche.
3. Le yupik sibérien central, ou yupik de Sibérie et de l'île Saint-Laurent, yuit, jupigyt est parlé par la majorité des Yupiks de Sibérie et la plupart des mille Yupiks de l'île Saint-Laurent (au sud du détroit de Béring et appartenant à l'Alaska), qui font usage d'un dialecte particulier à l'île.
4. Le yupik de l'Alaska central ou yup’ik, parlé sur le continent du Norton Sound à la péninsule de l'Alaska et sur certaines îles telles l'île Nunivak. Le nom de cette langue est parfois écrit pup'ik parce que les locuteurs prononcent le nom de cette langue avec un p géminé ; toutes les autres langues nomment leur langue yupik. Parmi les 23 000 Yupiks de l'Alaska central, environ 14 000 parlent cette langue[2]. Celle-ci compte plusieurs dialectes. Le plus important, le Yupik central ou Yugtun, est parlé dans les régions du fleuve Yukon, de l'île Nelson, de la rivière Kuskokwin et de la baie de Bristol. Il existe trois autres dialectes du yupik de l'Alaska central : Norton Sound, Hooper Bay/Chevak et île Nunivak (appelé cup'ik ou cup'ig). Les dialectes diffèrent par la prononciation et le vocabulaire. Au sein du dialecte yupik central, on distingue divers sous-dialectes géographiques qui diffèrent essentiellement par le choix des mots[3].
5. L'alutiiq, ou yupik du Golfe du Pacifique, ou sugpiaq est parlé de la péninsule de l'Alaska à la baie du Prince-William. On y compte environ trois-mille Alutiiqs, mais seules quelques centaines de personnes parlent encore cette langue. Le dialecte koniag est parlé sur la partie sud de la péninsule de l'Alaska et sur l'île Kodiak. Le dialecte chugach est parlé sur la péninsule de Kenai et dans le détroit du Prince William.

## Morphologie
Les langues yupik, comme les autres langues eskimo-aléoutes, représentent un type particulier de langue agglutinante appelé langue polysynthétique : elle « synthétise » une racine et différents affixes grammaticaux pour créer de longs mots avec un sens de phrase.

## Phonologie
Les langues yupik possèdent quatre voyelles : a, i, u et e. Elles ont entre 13 et 27 consonnes.

### Principales voyelles yupik
a, aa, e [ə] (schwa), i, ii, u, uu
(À proximité des consonnes uvulaires 'q', 'r, ou 'rr', la voyelle 'i' se prononce comme un /e/ fermé, et 'u' comme un /o/ fermé.)

### Principales consonnes yupik
c [ts]~[tʃ], g [ɣ], gg [χ], k, l [ɮ], ll [ɬ], m [m], ḿ [m] non voisé, n (alvéolaire), ń [n] non voisé, ng [ŋ], ńg ([ŋ] non voisé), p, q [q], r [ʁ], rr [χ] ([ʁ] non voisé), s [z], ss [s], t (alvéolaire), û [w], v [v]~[w], vv [f], w [χʷ], y [j], ’ (gémination de la consonne précédente)

## Systèmes d'écriture
Les langues yupik n'étaient pas écrites avant l'arrivée des Européens vers le début du XIXe siècle. Les premières tentatives d'écriture du yupik furent celles des missionnaires qui traduisirent la Bible et d'autres textes religieux en yupik. Ces efforts, comme ceux de Saint Innocent d'Alaska, John Hinz, John Henry Kilbuck (en) et d'Uyaquk (en) avaient le but limité de transmettre les croyances religieuses sous forme écrite.
Après que les États-Unis eurent acheté l'Alaska, les enfants yupik apprirent à écrire anglais en lettres latines dans les écoles publiques. Certains apprenaient aussi l'écriture yupik créée par le révérend Hinz utilisant des lettres latines et qui était devenu la méthode la plus répandue pour écrire le yupik. En Russie, la plupart des Yupik apprenaient à lire et écrire uniquement le russe, même si quelques élèves écrivaient le yupik avec des lettres cyrilliques.
Dans les années 1960, l'Université d'Alaska rassembla un groupe d'élèves yupikophones qui avaient développé un système d'écriture permettant de remplacer celui de Hinz. Un des objectifs de cet alphabet était de permettre la saisie informatique sur un clavier standard, sans signe diacritique ou lettres supplémentaires. Une autre condition était que cet alphabet devait représenter chaque allophone par une lettre propre. L'action rythmique de doubler les voyelles (sauf 'schwa') à chaque seconde syllabe ouverte consécutive n'est pas indiquée dans l'orthographe à moins qu'elle n'ait lieu à la fin d'un mot.